# Giuseppe Bernardoni
Giuseppe Bernardoni (Milano, 7 settembre 1895 – Milano, 30 giugno 1942) è stato un ostacolista e velocista italiano.
Nel 1914 vinse il suo primo titolo italiano come componente della staffetta 4×440 iarde dello Sport Club Italia Milano; l'anno successivo fu campione italiano dei 400 metri ostacoli. Nel 1920 partecipò ai Giochi olimpici di Anversa, nella gara dei 400 metri piani, ma non riuscì a qualificarsi per la finale.

## Palmarès
| Anno | Manifestazione  | Sede    | Evento          | Risultato     | Prestazione | Note |
| ---- | --------------- | ------- | --------------- | ------------- | ----------- | ---- |
| 1920 | Giochi olimpici | Anversa | 400 metri piani | elim. qualif. | 52"8 s      |      |

## Campionati nazionali
- 1 volta campione italiano assoluto dei 400 metri ostacoli (1914)
- 1 volta campione italiano assoluti della staffetta 4×400 iarde (1913)
- 1 volta campione italiano assoluti della staffetta olimpionica (1919)

1913
- Oro ai campionati italiani assoluti di atletica leggera, staffetta 4×440 iarde - 3'41"4/5 (con Dante Bertoni, Giuseppe Butti e Angelo Grosselli)
- Argento ai campionati italiani assoluti, 400 m hs - 1'03"3/5

1914
- Oro ai campionati italiani assoluti di atletica leggera, 400 metri ostacoli - 1'02"0
- Bronzo ai campionati italiani assoluti, 200 m piani - 24"2/5

1919
- Oro ai campionati italiani assoluti di atletica leggera, staffetta olimpionica - 4'02"0 (con Giovanni Orlandi, Agide Simonazzi e Angelo Vigani)